# Marienstraße (Hof)
Die Marienstraße in Hof ist eine Hauptstraße zwischen der Innenstadt im Osten und dem Westend. Sie ist eine bedeutende Nord-Süd-Verkehrsachse und stellte die Verbindung von Schleiz im Norden nach Wunsiedel im Süden her.

## Geschichte
Die Bebauung an der Straße stammt größtenteils aus der Gründerzeit. Der Q-Bogen, eine Eisenbahnbrücke im Süden der Straße, wurde beispielsweise für den neuen Durchgangsbahnhof Hof Hauptbahnhof 1880 erbaut. Im Zweiten Weltkrieg blieb die Straße weitgehend unzerstört. 1964 eröffnete der Kaufhof in der Altstadt, der Hintereingang des neu errichteten Gebäudekomplex befand sich in der Marienstraße. Auch wurden an der Ostseite der Straße ein Parkhaus und die Altstadtpassage errichtet. 2022 kam es in einem Gebäudeblock an der Marienstraße zu einem Großbrand.

## Heutige Nutzung
Die Marienstraße gehört zu den wichtigsten Straßen in Hof. Heute wird sie vor allem vom Durchgangsverkehr und den Stadtbussen genutzt.
Ein langwieriger Kritikpunkt sind die mangelnden Radwege. Radfahrer sind deshalb gezwungen, die Straße zu benutzen. Über eine Bepflanzung mit Bäumen zur Umwandlung in eine Allee wurde mehrfach diskutiert.
Im hinteren Bereich ist für den Individualverkehr nur die Fahrt von Süden nach Norden möglich, da die linke Fahrspur eine Busspur ist. Der von Norden kommende Individualverkehr wird über die Poststraße und die Kreuzsteinstraße geleitet.
An der Kreuzung Marienstraße/Luitpoldstraße befindet sich die Altstädter Schule. Sie ist eine Zweigstelle des Schiller-Gymnasiums.
Am Jugendzentrum am Q-Bogen ist eine Webcam angebracht, die den Q-Bogen und die Marienstraße filmt.

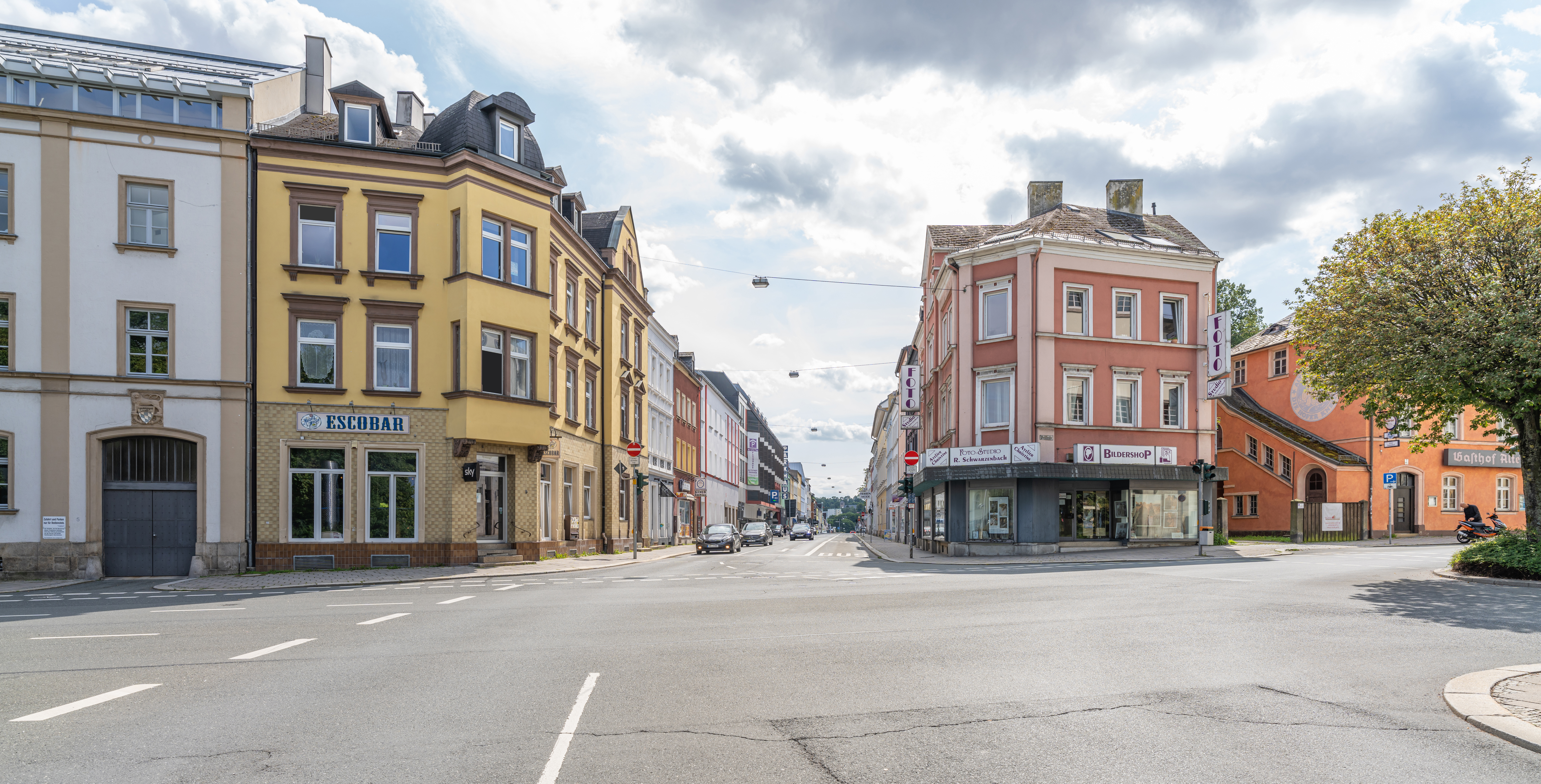
Konrad-Adenauer-Platz
Stadtpost
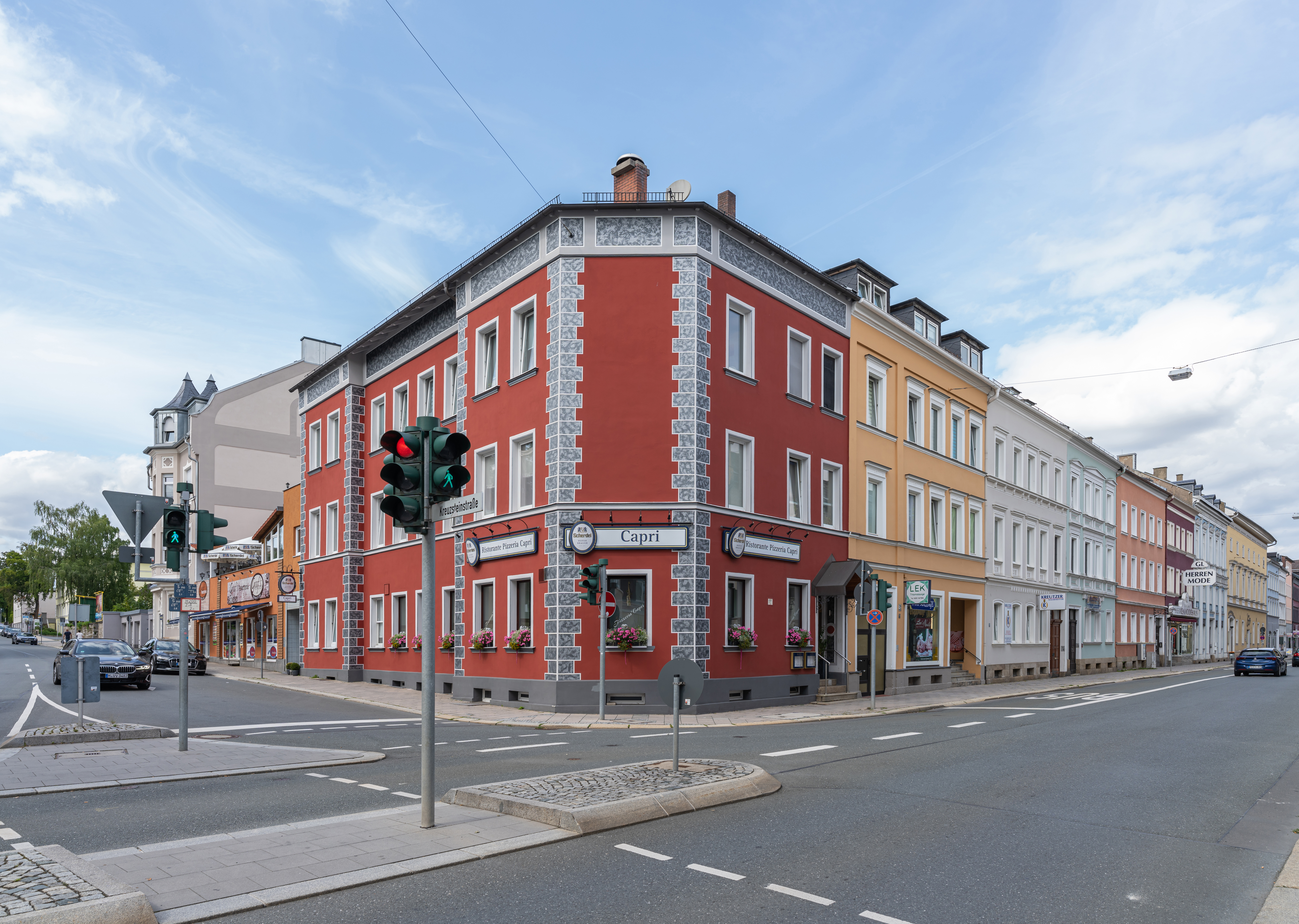
Ecke Marienstraße/Kreuzsteinstraße
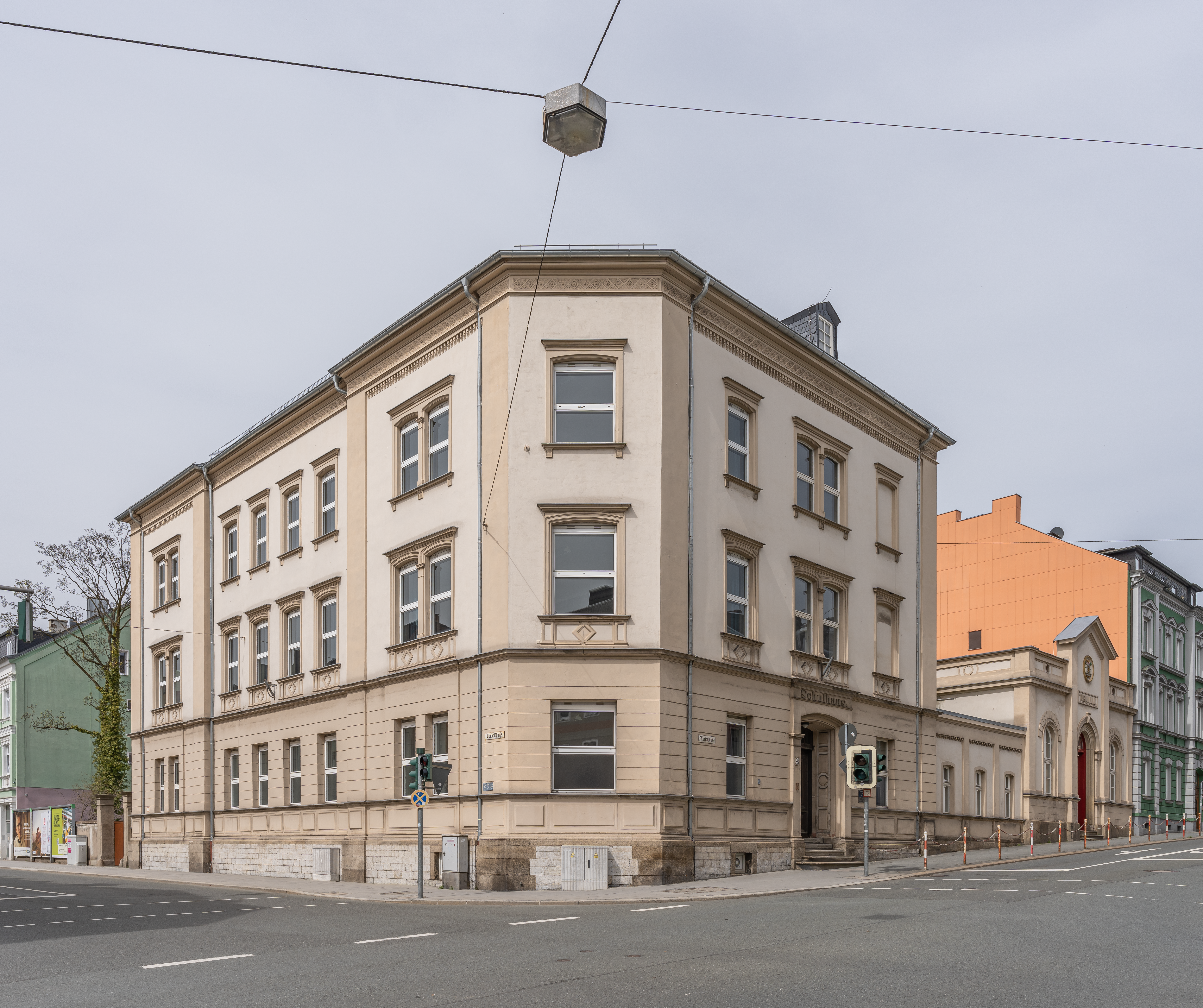
Altstädter Schule
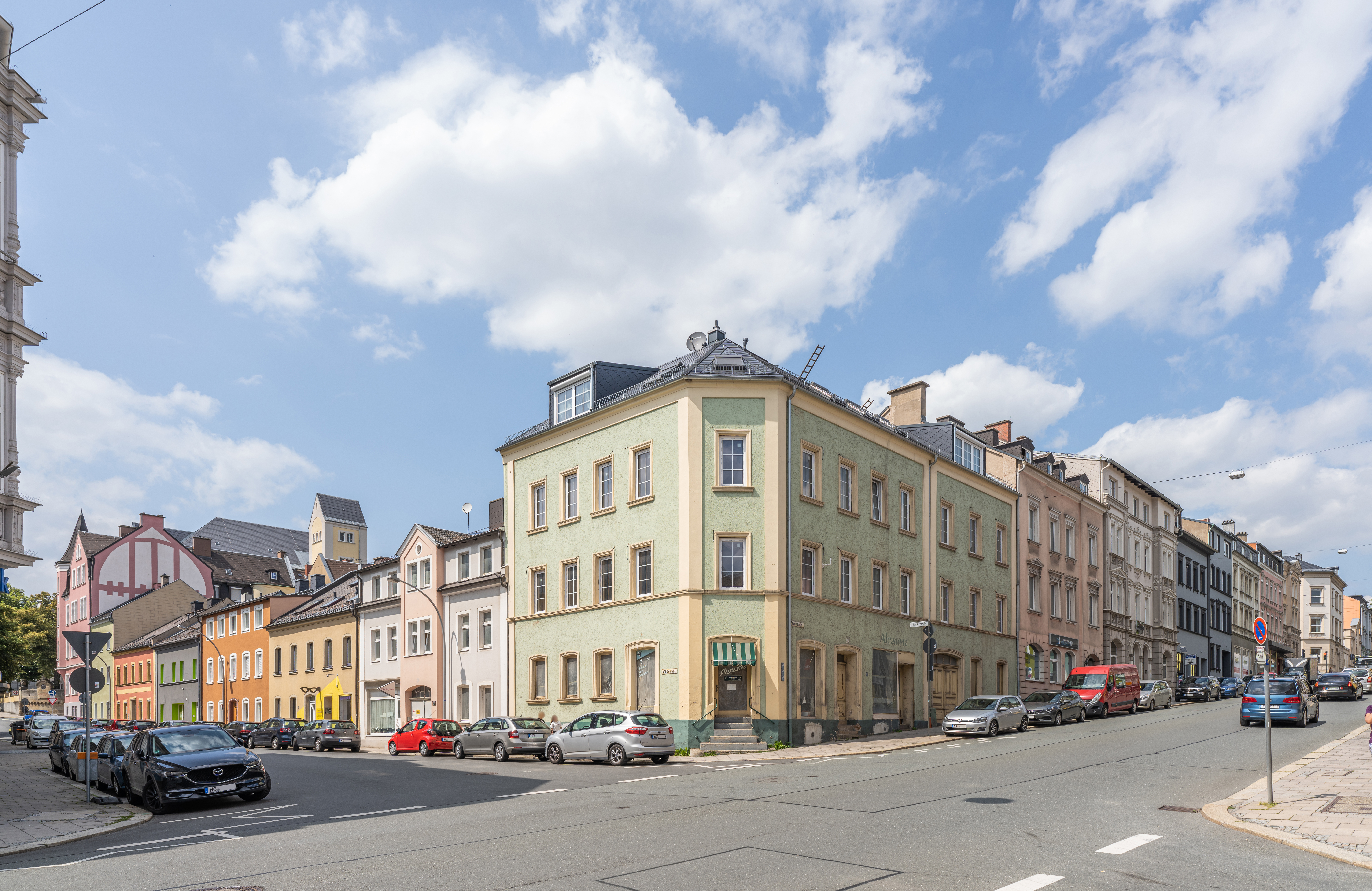
Ecke Marienstraße/Schillerstraße
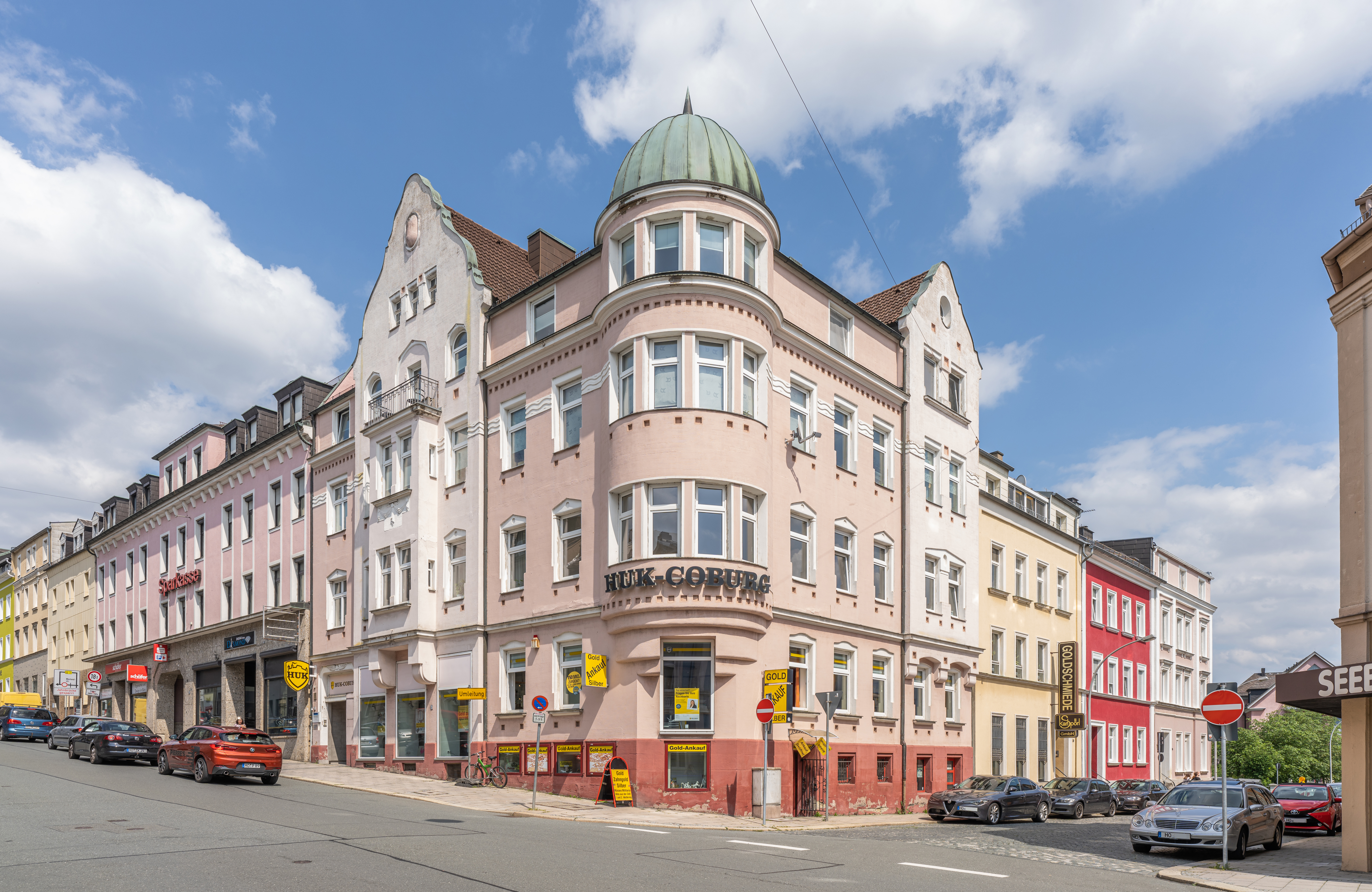
Ecke Marienstraße/Schillerstraße
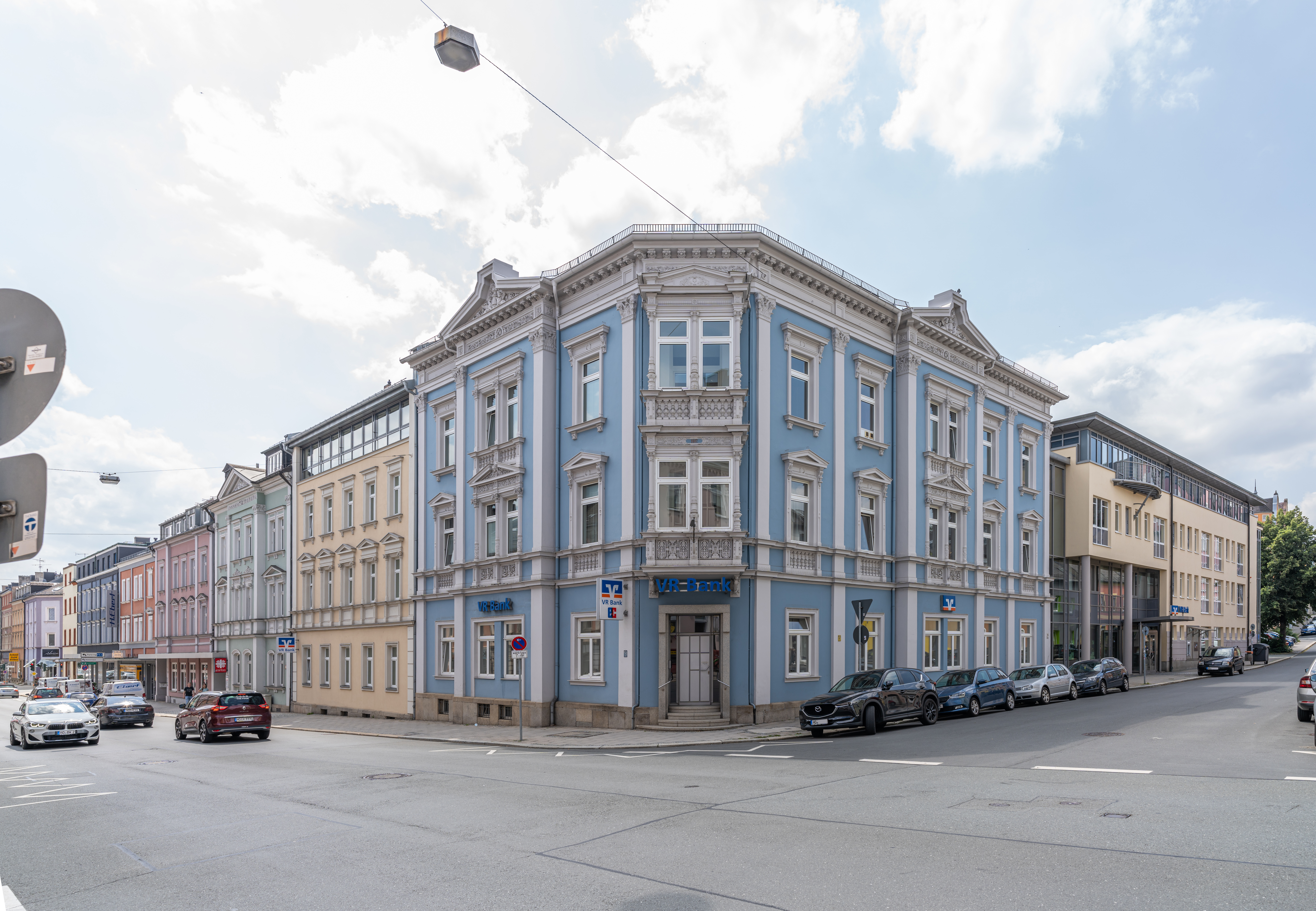
Ecke Marienstraße/Schillerstraße
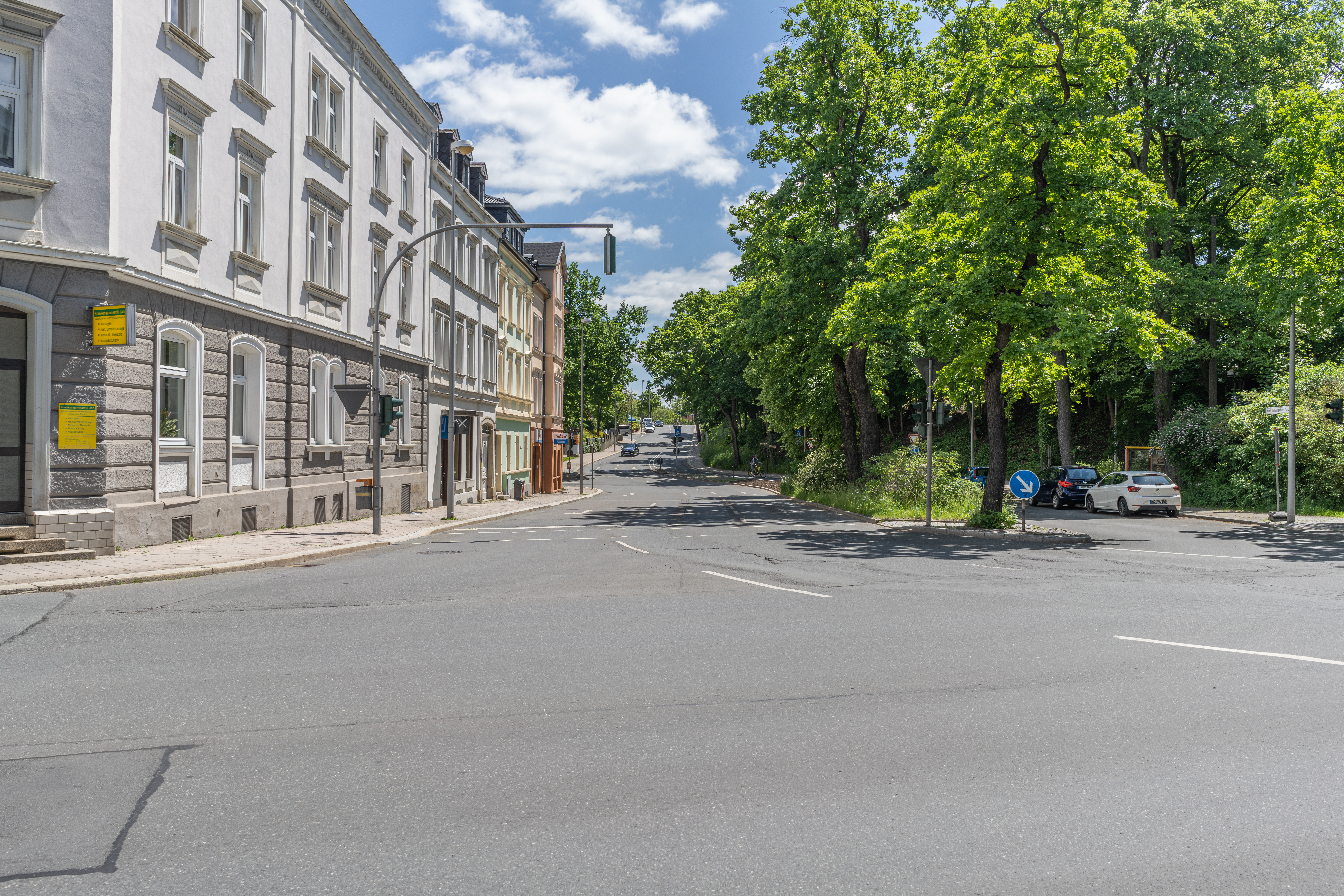
Kurt-Schumacher-Platz
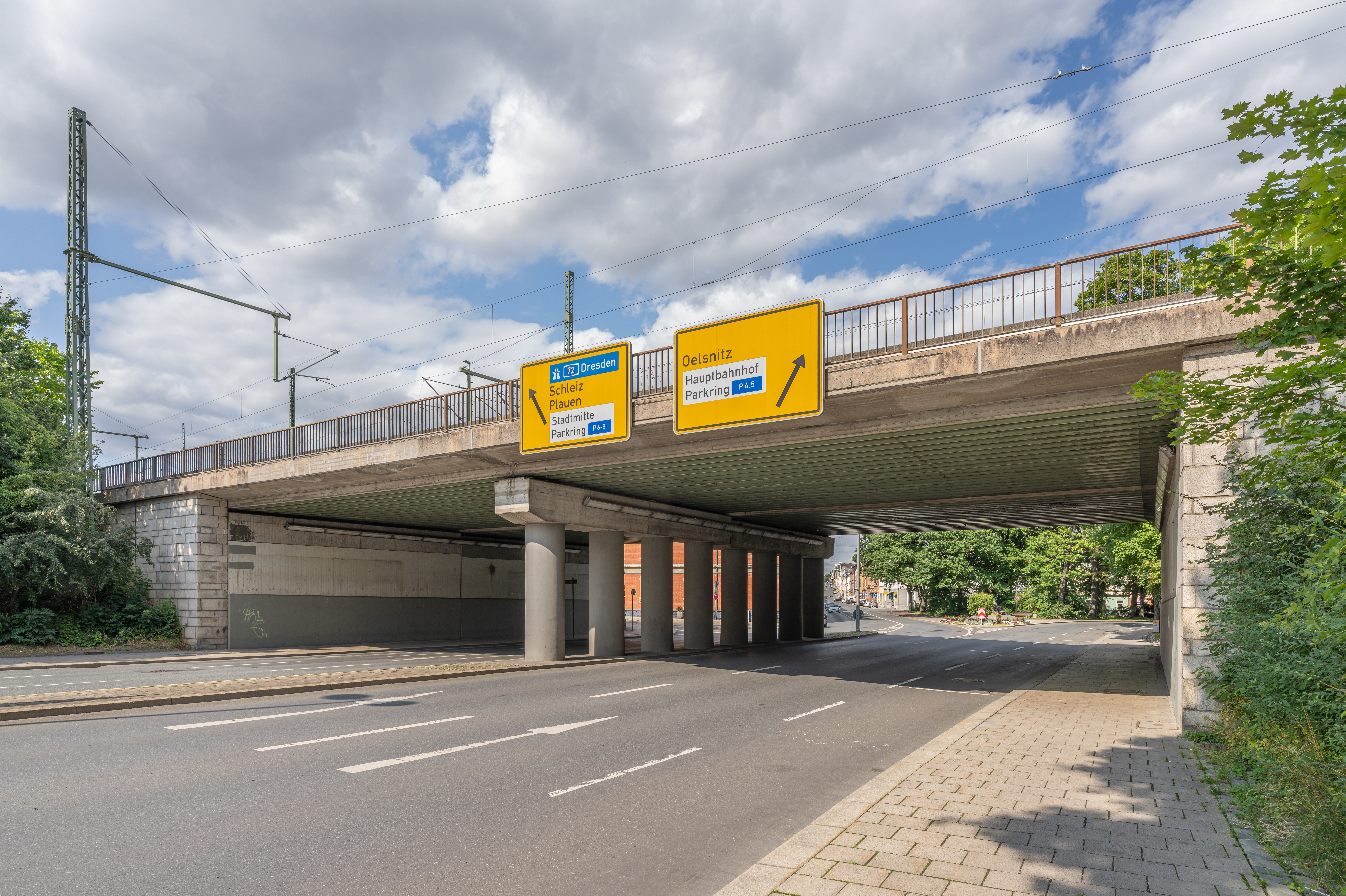
Q-Bogen
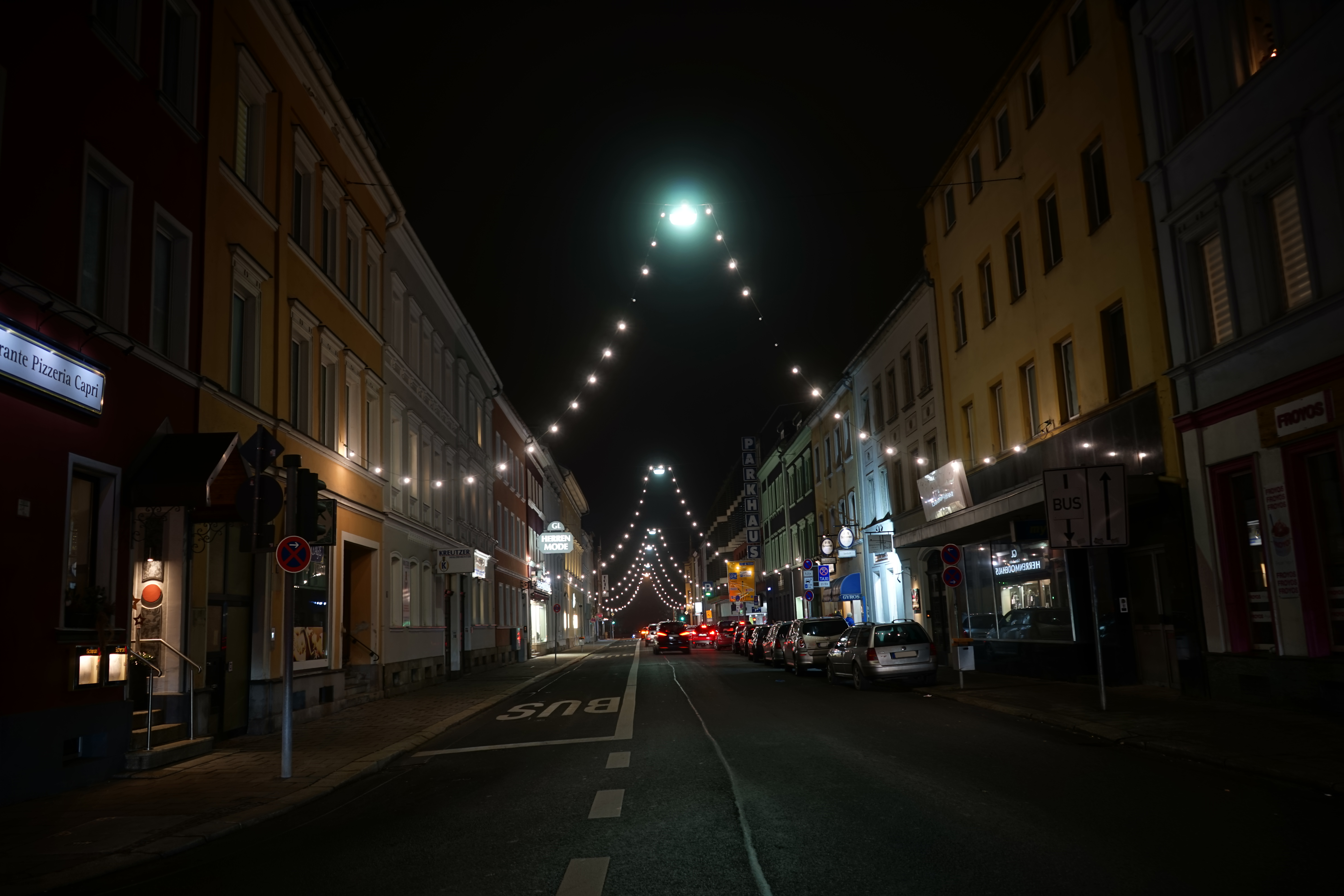
Weihnachtliche Marienstraße